# جائزة أستراليا الكبرى 2001
جائزة أستراليا الكبرى 2001 (بالإنجليزية: 2001 Australian Grand Prix)‏ هو سباق فورمولا 1 أقيم بتاريخ 4 مارس 2001 في حلبة سباق الجائزة الكبرى في ملبورن، أستراليا. كان الأول من أصل 17 في بطولة العالم لسباقات الفورمولا واحد موسم 2001. حلّ الألماني مايكل شوماخر أولا.